# Aguinaldo Batista
Aguinaldo Batista (Palmares, março de 1930 - (?), 23 de agosto de 1980) foi um radialista, humorista, compositor e ator brasileiro.
Com seu estilo engraçado, foi também cronista desportivo.

## História
Antes de ser radialista, teve outras ocupações, tais como: bicheiro, barbeiro, vendedor de títulos de capitalização e caixa.
Iniciou a vida de radialista na Rádio Tamandaré em 1950, passando para a Rádio Clube de Pernambuco em 1960.
Também atuou na TV Tupi, TV Excelsior e TV Record.

## Humorista
Criou o personagem Azarildo, que contracenava com José Santa Cruz no quadro humorístico Anjinho Cara Suja, componente do programa Atrações do Meio-Dia, da Rádio Clube de Pernambuco.
Atuou em quadros humorísticos nos programas Noite de Black Tie e Você faz o show, na TV Jornal do Commercio.
Na TV Tupi (Rio de Janeiro) atuou em quadros humorísticos, ao lado de Zacarias e Dedé Santana.

## Compositor
Compôs músicas populares, algumas de caráter humorístico. Um de seus parceiros foi Luiz Gonzaga, com quem compôs, entre outras:
- Lula, meu filho,[4]
- Chapéu de couro e gratidão,
- O rei volta pra casa
- Xote ecológico.[5]

## Ator
Filmes em que atuou:
- A compadecida (ao lado de Regina Duarte, Antonio Fagundes etc)
- A vingança dos 12
- Terra sem Deus (com Elpídio Câmara, Maurício do Valle etc)[3]
- A pele do bicho

## Autor
Escreveu a peça teatral Love story à moda da casa.